# 尬戲
尬戲就是一種表演的代名詞，意思就是藝人表演戲劇時的代稱，常常含有互相較勁的意思，這類的詞常常也會在跳舞中出現，但此時這詞就變成了尬舞，意思就為互相比賽舞蹈。